# Барбитурат
Барбитуратите са група вещества, производни на барбитуровата киселина, които действат като депресант на централната нервна система, и по силата на това, те имат широк спектър от реакции – от леко успокоително до анестезия. Те са също ефективни като анксиолитици, хипнотици и като антиконвулсанти. Имат потенциал да създадат пристрастеност както физическа, така и психологическа. Барбитуратите са вече до голяма степен заменени с бензодиазепини в рутинната медицинска практика например при лечение на тревожност и безсъние, най-вече защото бензодиазепините са значително по-малко опасни при предозиране. Барбитурати все още се използват обаче, като цяло за анестезия и за лечение на епилепсия. Традиционното клинично наблюдение на деца с епилепсия изглежда не е достатъчно чувствително към когнитивното функциониране и поведенческите проблеми. Макар и фини, тези промени могат да влошат способността на детето да се представя добре в училище и в обществото. Лекарите трябва да предотвратяват гърчове, без да предизвикват непоносими странични ефекти и трябва да се разработят начини за по-подходяща оценка на тези странични ефекти.
Фенобарбиталът е старо антиконвулсивно лекарство с добре известни странични ефекти, включително когнитивно увреждане и проблеми с поведението. Последните карат детето, което е третирано, да бяга безогледно из къщата, което води до наранявания.
Барбитуратите потискат дихателния център, затова не се препоръчват при бронхиална астма, белодробен емфизем и мозъчна травма.